# リプレイ (ファッションブランド)
リプレイ（英:REPLAY）は、1978年、クラウディオ・ブジオールが創業したイタリアアーゾロにあるファッションブランドである。

## 展開
1993年、アメリカ合衆国ニューヨークにメガストアをオープン。リプレイとしては初のテレビCMをオンエアさせた。1994年、アンダーウェアも手掛ける。同年、アジアや中東といった新しいマーケットにて評価があり、トータルセールスが1億4300万ユーロに達する。